# Феликс Бургундский
Феликс Бургундский (фр. Félix de Burgondie, англ. Felix of Burgundy; умер в 647 или 648 году) — епископ Данича (или Данвича). Святой (дни памяти — 8 марта и 13 мая). Широко известен как человек, который распространил христианство в королевстве Восточная Англия. Почти всё, что известно о Феликсе, происходит из Церковной истории народа англов, завершённой Бедой Достопочтенным примерно в 731 году, и Англосаксонской хроники. Беда похвалил Феликса за то, что он избавил «всю провинцию Восточная Англия от давней неправды и несчастья».

## Биография

### Ранние годы
Происходил из франкского королевства Бургундия, хотя его имя не позволяет историкам окончательно определить его национальность. По словам Беды Достопочтенного, он был посвящён в сан священника в Бургундии. Вполне возможно, что Феликс был связан с ирландской миссионерской деятельностью во Франции, которая была сосредоточена в Бургундии и особенно ассоциировалась с Колумбаном и аббатством Люксей. Колумбан прибыл во Францию примерно в 590 году, покинув Бангор вместе с двенадцатью соратниками. По прибытии Колумбана ему было предложено остаться, и примерно в 592 году он поселился в Аннегее, но затем он был вынужден найти альтернативное место для монастыря в Люксейле, когда миряне и больные постоянно обращались за советом к нему и его коллегам-монахам.
Связь между правящей династией Вуффинга и аббатисой Бургундофарой в аббатстве Фаремутье была примером ассоциаций, существовавших в то время между Церковью в Восточной Англии и религиозными учреждениями во Франции. Такие ассоциации были частично обусловлены работой Колумбана и его учеников в Люксейле: вместе с Евстасием, его преемником, Колумбан вдохновил Бургундофару основать аббатство в Фаремутье. Было высказано предположение, что связь между учениками Колумбана (который оказал сильное влияние на христиан Северной Бургундии) и Феликсом помогает объяснить, как династия Вуффинга установила свои связи с Фаремутье. Хайам отмечает различные предположения о том, откуда мог происходить Феликс: Люксей, Шалон или район вокруг Отена. Другие историки установили связь между Феликсом и Дагобертом I, который имел контакты как с королём Сигебертом из Восточной Англии, так и с Амандусом, учеником Колумбана.
Маклюр и Коллинз отмечают, что был епископ по имени Феликс, который занимал Шалонский престол в 626 или 627 году. Они предполагают возможность того, что Феликс, возможно, стал политическим беглецом в результате потери своего престола в Шалоне после смерти Хлотаря II в 629 году.

### Прибытие в королевство Восточных Англов
Феликс упоминается в Англосаксонской хронике, сборнике летописей, который был составлен в конце девятого века. В летописи за 633 год в «Manuscript A» Хроники говорится, что Феликс «проповедовал веру Христову Восточным Англам». Другая версия Хроники, «Manuscript F», написанная в одиннадцатом веке как на древнеанглийском, так и на латыни, развивает краткое изложение, содержащееся в Manuscript A: «Сюда прибыл из области Бургундия епископ по имени Феликс, который проповедовал веру народу Восточной Англии; вызванный сюда королём Сигебертом; он получил епископство в Доммоке, в котором оставался в течение семнадцати лет» (Hic Cuicelm rex baptizatus est. 'Hic de Burgeindie partibus uneit 'episcopus' quidam nomine Felix, qui predicauit fidem populous Orientalium Anglorum; hic accersitus a Sigeberto rege, suscipit episc(o)patum in Domuce, in quo sedit .xvii. annis').
Беда описывает, как усилия короля Сигеберхта Восточной Англии «были благородно поощрены епископом Феликсом, который, приехав к Гонорию, архиепископу, из тех мест Бургундии, где он родился и, рукоположённый, и сказав ему, чего он желает, был послан им проповедовать Слово жизни вышеупомянутой нации Англов». Более поздние источники, как правило, отличаются от версии событий, описанной Бедой и Англосаксонской хроникой. В Liber Eliensis, английской хронике и истории, написанной в аббатстве Эли в XII веке, говорится, что Феликс прибыл с Сигебертом из Франции, а затем был назначен епископом Восточной Англии. Согласно другой версии этой истории, Феликс отправился из Галлии и добрался до деревни Бабингли по реке Бабингли. Затем он направился в Кентербери. Он был рукоположён в сан епископа примерно в 630 или 631 году архиепископом Кентерберийским Гонорием.
Прибытие Феликса в Восточную Англию, по-видимому, совпало с началом нового периода порядка, установленного Сигебертом, который последовал за убийством Орпвальда и тремя годами отступничества, последовавшими за убийством Орпвальда. Сигеберт стал набожным христианином, прежде чем вернулся из изгнания во Францию, чтобы стать королём. Его вступление на престол, возможно, сыграло решающую роль в привлечении Феликса в Восточную Англию. Питер Хантер оспаривает утверждение средневековых источников, в которых говорилось о том, что Феликс и Сигеберт вместе путешествовали из Франции в Англию, поскольку, по его мнению, Церковная история английского народа Беды подразумевала, что Феликс отправился в Восточную Англию из-за Гонория в Кентербери.

### Епископ Восточных Англов
Вскоре после своего прибытия при дворе Сигеберта Феликс основал церковь в Доммоке, своём епископском престоле, что, как принято считать, означает Данич, на побережье Саффолка. С тех пор Данич был почти полностью разрушен в результате береговой эрозии. Другие историки предложили в качестве альтернативного места для Феликса прибрежный Уолтон, Саффолк, недалеко от Филикстоу, где когда-то был римский форт, замок Уолтон, с тех пор смытый морем. В 1105 году Роджер Биго посвятил ему церковь и монастырь.
Беда рассказал, что Феликс основал школу, «где мальчиков можно было учить письму», чтобы обеспечить Сигеберта учителями. Нет никаких свидетельств того, что школа Феликса находилась в Сохаме, как утверждают более поздние источники. Беда не имел сведений о происхождении учителей в созданной школе, которые, возможно, были из самого Кента или похожи на тех, кого можно было найти в Кенте. В Liber Eliensis упоминается, что он также основал аббатство в Сохеме в Кембриджшире и церковь в Ридхеме в Норфолке: «Действительно, в английском источнике читается, что святой Феликс был первоначальным основателем старого монастыря Сехем и церкви в Редхеме». По словам Маргарет Галлион, большой размер епархии Восточной Англии сделал бы основание второго религиозного учреждения в Сохаме «весьма вероятным».
За годы его епископства Восточноанглийская церковь усилилась, когда Ферси прибыл из Ирландии и основал монастырь в Кнобересбурге, вероятно, расположенный в замке Бург в Норфолке.

### Смерть и почитание

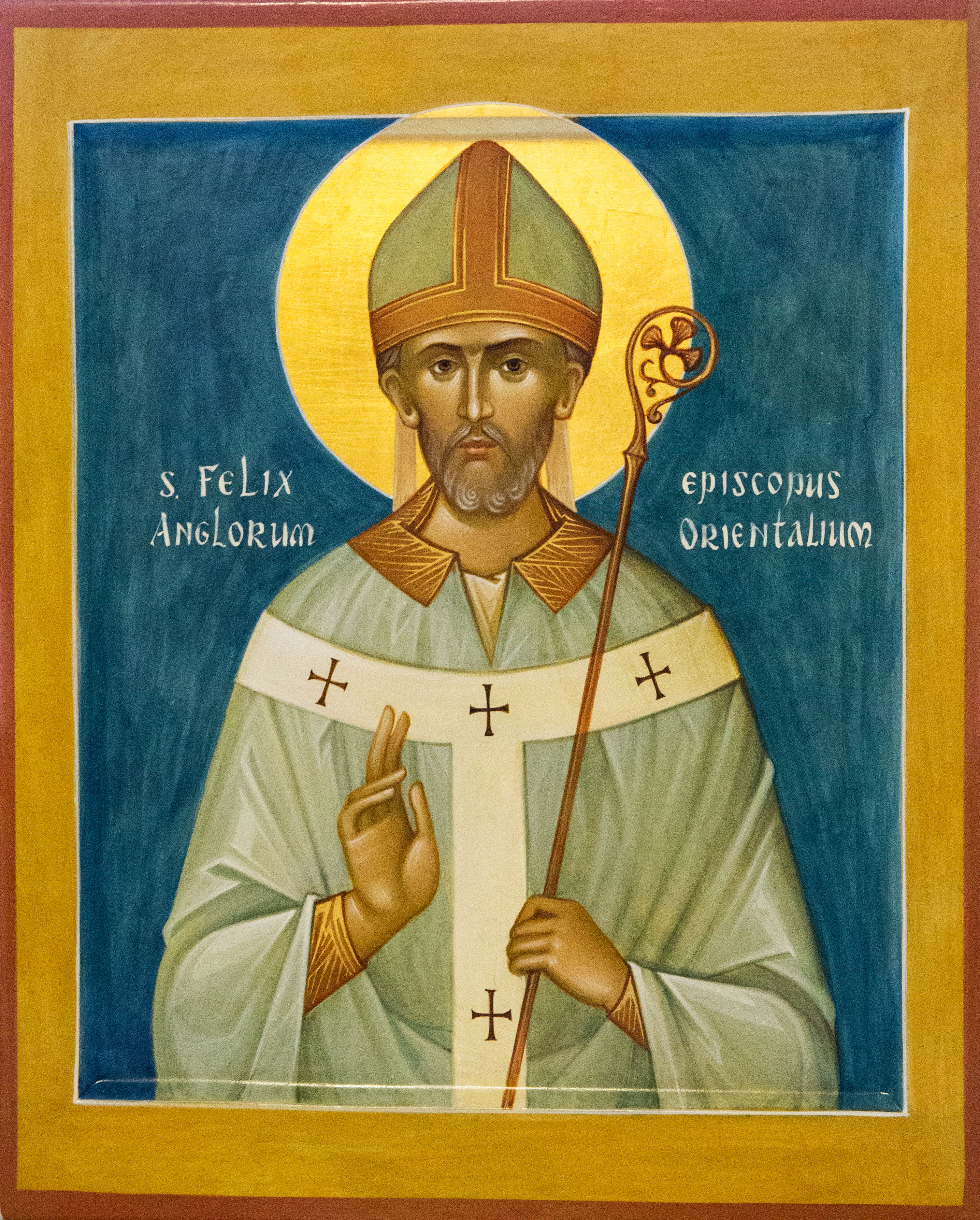
Икона свт. Феликса, выполненная по заказу Образовательного центра Свт. Феликса Бургундского священником и иконописцем Николаем Гуторовым.

Феликс умер в 647 или 648 году, пробыв епископом семнадцать лет. После его смерти, которая, вероятно, произошла во время правления короля Восточной Англии Анны, Фома из Фенса стал вторым епископом Восточных Англов. Феликс был похоронен в Доммоке, но его мощи позже были перевезены в Сохам, согласно английскому историку двенадцатого века Уильяму Малмсбери. Его святыня была осквернена викингами, когда церковь была разрушена. Некоторое время спустя «тело святого искали, нашли и похоронили в аббатстве Рамсей». Рэмсей был известен своим энтузиазмом по сбору мощей святых, и в явной попытке превзойти своих соперников из аббатства в Эли монахи Рэмси спаслись, проплыв на своих лодках сквозь густой туман Фенландии, неся с собой драгоценные останки епископа.
День памяти Феликса отмечается 8 марта. Существует шесть церквей, посвящённых святому, расположенных в Северном Йоркшире и Восточной Англии. Согласно средневековому Завещанию Бери Сент — Эдмундса, известному как Либер Альбус, Феликс, как говорят, посетил Бабингли, на северо-западе Норфолка, и «построил святую церковь».

## Образовательный центр свт. Феликса Бургундского
В России c 2014 года существует Образовательный центр свт. Феликса Бургундского (до 2018 года — Православные языковые курсы свт. Феликса Бургундского), созданный мирянами Русской Православной Церкви и действующий по благословению ректора Общецерковной аспирантуры и докторантуры им. свв. Кирилла и Мефодия митрополита Волоколамского Илариона (Алфеева).